# Мефодий (Мензак)
Архиепископ Мефодий (в миру Михаил Николаевич Мензак; 28 октября 1914, село Русский Банилов, Вашковский район, Герцогство Буковина — 23 октября 1974, Омск) — епископ Русской православной церкви, епископ Омский и Тюменский.

## Биография
Родился 28 октября 1914 года в селе Русский Банилов на Буковине, находившейся тогда в составе Австро-Венгрии (ныне село Банилов, Вижницкий район, Черновицкая область) в крестьянской семье.
В 1930 году, в шестнадцатилетнем возврате, после окончания школы поступил послушником в скит Кошна в Южной Буковине (Буковинская митрополия).
В 1932 году Михаил был переведён в Иоанно-Богословский Крещатицкий монастырь в селе Крещатик (ныне Заставновский район Черновицкой области). В то время насельниками монастыря были Николай Руснак, в будущем митрополит Харьковский и Богодуховский Никодим, и Онуфрий Вакарик, в будущем митрополит Черниговский и Нежинский Антоний.
В 1942 году был пострижен в монашество с именем Мефодий в честь равноапостольного Мефодия Солунского. 24 декабря того же года был рукоположён в иеродиакона.
22 апреля 1945 года епископом Черновицким и Буковинским Феодосием (Ковернинским) рукоположён в сан иеромонаха и назначен настоятелем Михаило-Архангельского храма в селе Подлесном Черновицкой епархии.
В 1952 году поступил в 3-й класс Московской духовной семинарии, которую окончил в 1954 году и поступил в Московскую духовную академию. Во время обучения был благочинным академического храма. Во время каникул служил в храмах Москвы.
В 1958 году окончил Московскую духовную академию со степенью кандидата богословия за кандидатское сочинение «Любовь ко Христу как основа нравственности», после чего оставлен профессорским стипендиатом и назначен помощником инспектора и преподавателем церковного устава и литургики при Московских духовных школах.
В августе 1959 года иеромонах Мефодий был переведён инспектором в Саратовскую духовную семинарию.
9 декабря 1959 года назначен ректором Волынской духовной семинарии, а 19 декабря возведён в сан архимандрита.
28 августа 1962 года а в Успенском соборе Троице-Сергиевой лавры состоялось наречение архимандрита Мефодия во епископа Волынского и Ровенского, которое совершили: митрополит Ленинградский и Ладожский Пимен (Извеков), архиепископ Ярославский и Ростовский Никодим (Ротов), архиепископ Алеутский и Североамериканский Иоанн (Вендланд), епископ Выборгский Никон (Фомичёв). 29 августа в Успенском соборе Троице-Сергиевой лавры хиротонию архимандрита Мефодия во епископа совершили: митрополит Ленинградский и Ладожский Пимен (Извеков), архиепископ Ярославский и Ростовский Никодим (Ротов), архиепископ Алеутский и Североамериканский Иоанн (Вендланд), архиепископ Можайский Леонид (Поляков), епископ Выборгский Никон (Фомичёв), епископы Дмитровский Киприан (Зёрнов) и епископ Костромской и Галичский Никодим (Руснак).
С 22 декабря 1964 года — епископ Черновицкий и Буковинский.
С 7 декабря 1967 года — епископ Вологодский и Великоустюжский.
По воспоминаниям протоиерея Георгия Иванова, епископ Мефодий был «хозяйственный, экономный, практичный. Он купил дом епархиальный, там разместилась архиерейская резиденция <…> Сам котёл топил, уголь подбрасывал. Добрый был, милостивый, скромный, простой».
В то время не все из 17 действующих храмов епархии были укомплектованы духовенством. Чинились препятствия росту численности духовенства и в ходе процедуры регистрации священников, прибывших из других регионов страны. Уполномоченный Совета по делам религий практиковал собственный усложнённый вариант регистрации. На предварительном этапе, без согласия уполномоченного священнослужителю не выдавалась рекомендация архиерея исполнительному органу. Впоследствии личное дело священнослужителя, договор о найме и решение исполнительного органа также направлялись ему для оформления справки о постановке на учёт. Только после этого архиерей издавал указ о назначении священника на приход. Управляющий епархией не мог преодолеть несогласие уполномоченного в отношении кандидата на регистрацию. Епископ Мефодий о данной ситуации сокрушенно говорил: «Зачем я здесь, если ничего не могу самостоятельно решить».
В отчёте уполномоченного по делам религий от 1970 года значилось:

Выезжает в приходы редко. За три года из 17 церквей был в 12. Остальное время находится дома в своих покоях... Общения с духовенством вне службы также редки.
В наших беседах последнего периода, характерного подготовкой к Поместному Собору, утвердительно заявил, что если будет выдвинут на патриарший престол кандидатура митрополита Пимена, то он с удовольствием проголосует за него. А если будет выдвинута кандидатура митрополита Никодима, то проголосует и за него.
В письме «Комитета восстановления прав Церкви…» от октября 1970 г. в числе 24 назван как возможная кандидатура на патриарший престол и Мефодий. Длительное время это письмо он не показывал мне. Вероятно, стеснялся.

А знакомя с ним, возмущался, что экстремисты вредят Церкви этими несерьёзными действиями. По характеру суждений о современном положении Церкви он близок к экстремистам, но... замкнут... Экстремисты не случайно назвали его своим кандидатом.
2 февраля 1972 год назначен управляющим Омской и Тюменской епархией с возведением в сан архиепископа. 13 февраля прибыл в Омск. Несмотря на поздний час, в кафедральный собор пришло множество верующих, стоявших с зажжёнными свечами.
Диакон Максим Семёнов написал, что, по воспоминаниям современников, «служить с ним всегда было легко, потому что не чувствовалось никакого гнёта с его стороны. Он поистине не был грозным владыкой, но любвеобильным отцом. Никогда священнослужители не выслушивали каких-либо замечаний во время богослужений. Все замечания он делал по окончании службы в деликатной, мягкой форме, стараясь вразумить неисправного. <…> оказывал много любви и внимания духовенству, всячески защищал его от несправедливых и лживых обвинений анонимных клеветников».
Убит в ночь с 22 на 23 октября 1974 года в доме епархиального управления на улице Успенского, 26. Из материалов следственного дела известно, что убийца сначала сломал архиепископу Мефодию шею, затем нанёс по всему телу множество ударов бронзовой статуэткой, а после ножницами. Видя, что дело не доведено до конца, он связал владыке руки и задушил его шнуром от электролампы.
Секретарь епархии протоиерей Никита Елизарьев оповестил телеграммой патриарха Пимена об убийстве. Уже в тот же день «Голос Америки» сообщил, что в СССР, в Омске, убит православный епископ.
Тело архиепископа Мефодия было по-монашески приготовлено к погребению, облачено в архиерейские одежды и по совершении заупокойной литии поставлено в Крестовоздвиженском кафедральном соборе Омска. На отпевание убиенного архиерея в Омск приехали его земляки архиепископы Харьковский и Богодуховский Никодим и архиепископ Черниговский и Нежинский Антоний, т. ч. отпевание совершил небывалый для Омска собор епископов: управляющий соседней епархией епископ Новосибирский и Барнаульский Гедеон, архиепископы Никодим и Антоний и пребывавший в Омске на покое епископ Венедикт (Пляскин).
Похоронен в селе Русский Банилов на местном кладбище.